# کلاینوالشتادت
کلاینوالشتادت (به آلمانی: Kleinwallstadt) یک منطقهٔ مسکونی در آلمان است که در Miltenberg واقع شده‌است.